# ガルビアーテ
ガルビアーテ（イタリア語: Galbiate）は、イタリア共和国ロンバルディア州レッコ県にある、人口約8,500人の基礎自治体（コムーネ）。

## 地理

### 位置・広がり
レッコ県中部のコムーネ。県都レッコから南南西へ4km、ミラノから北北東へ42kmの距離にある。ガルラーテ湖とアンノーネ湖に挟まれたコムーネである。

#### 隣接コムーネ
隣接するコムーネは以下の通り。
- アンノーネ・ディ・ブリアンツァ
- チヴァーテ
- コッレ・ブリアンツァ
- エッロ
- ガルラーテ
- レッコ
- マルグラーテ
- オッジョーノ
- オルジナーテ
- ペスカーテ
- ヴァルグレゲンティーノ
- ヴァルマドレーラ

### 気候分類・地震分類
気候分類では、zona E, 2596 GGに分類される。
また、イタリアの地震リスク階級 (it) では、zona 3 (sismicità bassa) に分類される。

## 行政

### 分離集落
ガルビアーテには、以下の分離集落（フラツィオーネ）がある。
- Bartesate, Ponte Azzone Visconti, Sala al Barro, Villa Vergano

### 山岳部共同体
レッコ県とベルガモ県にまたがる広域自治体「ラーリオ・オリエターレ＝ヴァッレ・サン・マルティノ山岳部共同体」  (it:Comunità montana Lario Orientale - Valle San Martino)  （事務所所在地: レッコ県ガルビアーテ）の事務所所在地である。

## 姉妹都市
- La Londe-les-Maures、フランス